# Muriphaeosphaeria
Muriphaeosphaeria is een geslacht van schimmels behorend tot de familie Phaeosphaeriaceae. De typesoort is Muriphaeosphaeria galatellae.

## Soorten
Volgens Index Fungorum telt het geslacht vier soorten (peildatum april 2023):
| Soortnaam                       | Auteur(s)                        | Publicatiejaar |
| ------------------------------- | -------------------------------- | -------------- |
| Muriphaeosphaeria ambrosiae     | S.K. Huang & K.D. Hyde           | 2016           |
| Muriphaeosphaeria angustifoliae | D. Pem, Gafforov & K.D. Hyde     | 2019           |
| Muriphaeosphaeria galatellae    | Phukhams., Bulgakov & K.D. Hyde  | 2015           |
| Muriphaeosphaeria viburni       | Crous, D. Savić & R.K. Schumach. | 2016           |